# Pardosa torrentum
Pardosa torrentum este o specie de păianjeni din genul Pardosa, familia Lycosidae, descrisă de Simon, 1876. Conține o singură subspecie: P. t. integra.